# Hofstätt (Eurasburg)
Hofstätt ist ein Gemeindeteil von Eurasburg im oberbayerischen Landkreis Bad Tölz-Wolfratshausen. Der Weiler liegt circa eineinhalb Kilometer östlich von Beuerberg.
Hofstätt wurde im Jahr 1978 als Teil der ehemals selbständigen Gemeinde Herrnhausen zu Eurasburg eingemeindet.

## Baudenkmäler
Siehe: Liste der Baudenkmäler in Hofstätt